# HubSpot
HubSpot (укр. Хабспот) — хмарне програмне забезпечення для автоматизації інбаунд маркетингу і продажів, засноване Браяном Халіганом і Дхармешом Шахом у 2006. Сервіс допомагає B2B-компаніям залучати нових відвідувачів на вебсайт, конвертувати підписників в ліди і зрештою в клієнтів, підвищуючи продажі. Станом на 2018 Хабспотом користуються уже більш як 15 000 компаній у 90 країнах світу.

## Історія

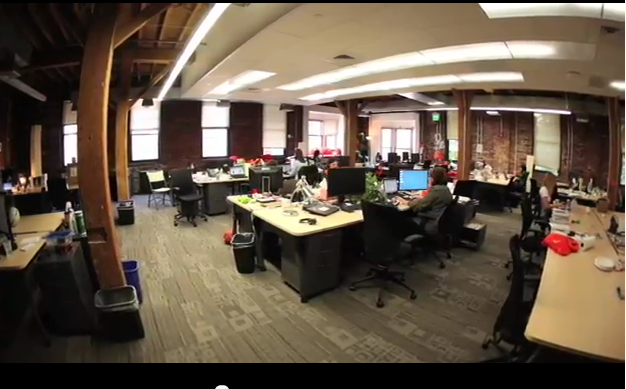
Інтер'єр офісу HubSpot

HubSpot заснований Брайаном Холліганом і Дхармешем Шахом в Массачусетському технологічному інституті (MIT) у 2006 році.
Компанія виросла у доходах з $255 000 у 2007 році до $15,6 млн у 2010 році. Пізніше того ж року HubSpot придбав Oneforty, магазин додатків Twitter, заснований Лаурою Фіттон.
Компанія також представила нове програмне забезпечення для персоналізації вебсайтів кожному відвідувачеві. За даними Forbes, компанія HubSpot почала орієнтуватися на невеликі компанії, але «змістила фокус на великі підприємства, що обслуговують до 1000 працівників».
25 серпня 2014 року HubSpot зареєстрував первинну публічну пропозицію Комісії з цінних паперів та бірж, щоб розмістити акції на Нью-Йоркській фондовій біржі під тікером HUBS.
У липні 2017 року HubSpot придбав компанію Kemwi, яка застосовує штучний інтелект та машинне навчання, щоб допомогти командам з продажу.
У 2018 році Hubspot інтегрує Taboola на інформаційну панель, глобальну pay-per-click рекламну мережу.
У лютому 2021 року Axios повідомив, що HubSpot збирається придбати The Hustle, компанію, орієнтовану на власників малого бізнесу та підприємців.
У вересні 2021 року новим генеральним директором HubSpot стала Яміні Ранган. Браян Халліган вийшов з ролі та став виконавчим головою компанії.
HubSpot проводить щорічну конференцію з маркетингу для користувачів та партнерів HubSpot під назвою «Вхід». Подія зазвичай відбувається в Бостоні. У 2019 році HubSpot провів найбільшу конференцію в історії події, встановивши рекорд у понад 26 000 відвідувачів зі 110 країн. Перша вхідна конференція відбулася у 2012 році. Відтоді доповідачі, такі як Мішель Обама, Тіг Нотаро та Ісса Рей, говорили на своїх заходах.

## Функціонал

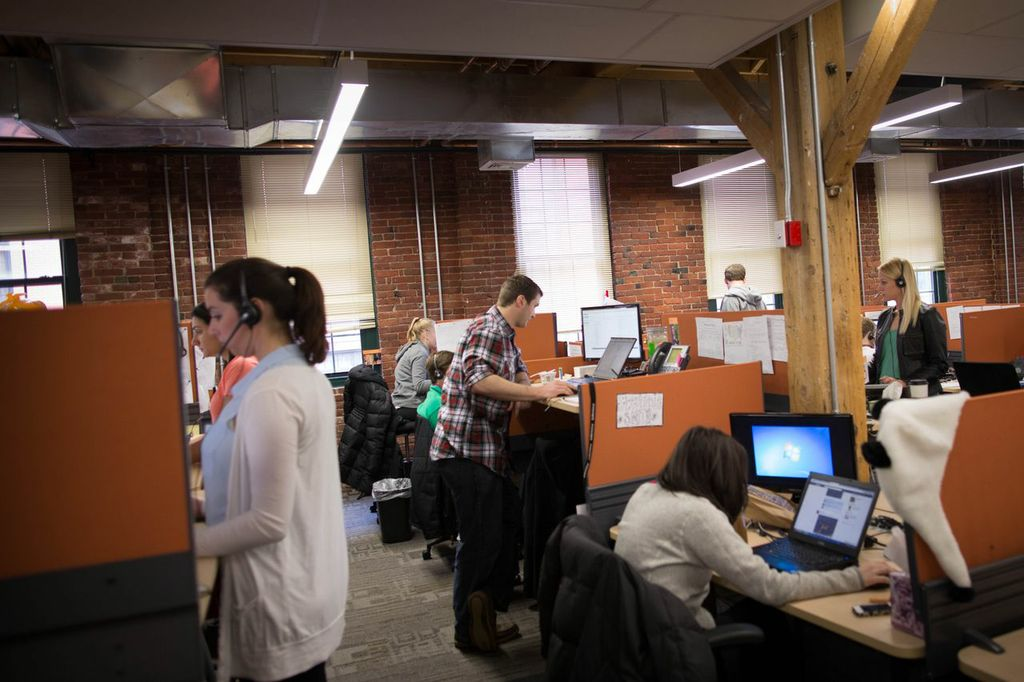
Відділ продажу в HubSpot

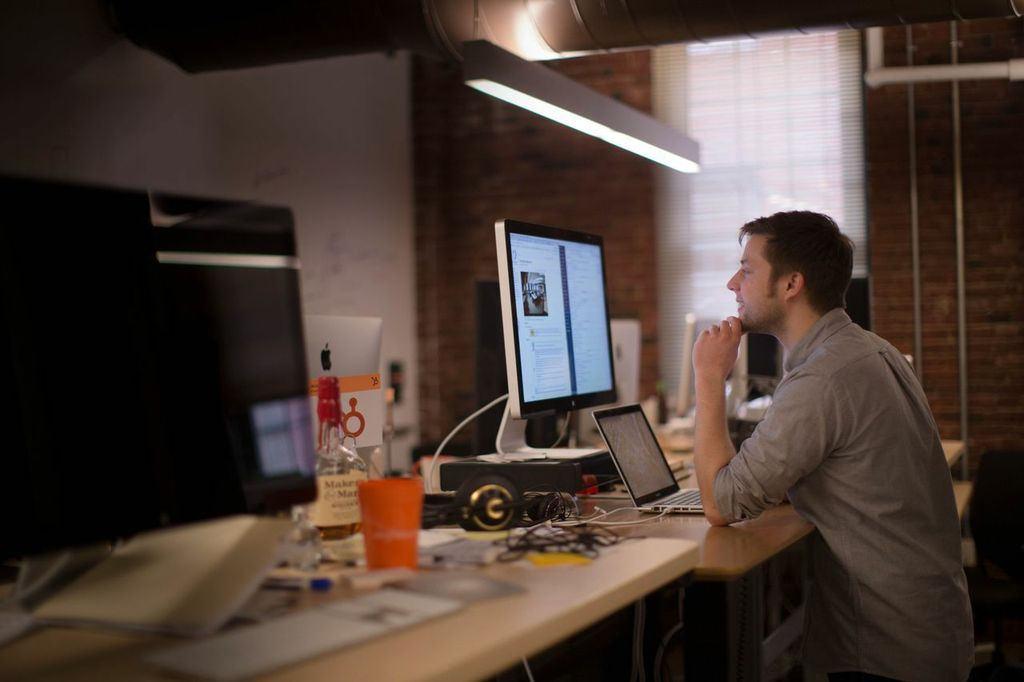
Відділ розробки в HubSpot

HubSpot, наче свого роду CRM, інтегрує контент та Email-маркетинг, SMM, SEO і допомагає їх автоматизувати та в зручному інтерфейсі видає аналітику. Інтегрується з salesforce.com, SugarCRM, NetSuite, Microsoft Dynamics CRM та багатьма іншими сервісами. На маркетплейсі Хабспоту також можна знайти багато незалежних шаблонів і розширень для кастомізації сервісу.
Крім того, HubSpot пропонує консалтингові послуги та Інтернет-академію для вивчення тактики вхідного маркетингу. Проводить групові конференції користувачів та програми вхідного маркетингу і сертифікації. Рекламує свої концепції вхідного маркетингу за допомогою свого власного маркетингу через якісні блоги, соціальні мережі, вебсайти та газети.

## Модулі
- Блогінг
- SEO-оптимізація
- Соціальні медіа
- Вебсайт
- Управління контактами
- Лендінги
- Заклики до дій
- Автоматизація маркетингу
- Email-маркетинг
- Аналітика
- Синхронізація з CRM

## Нагороди
У 2012 Boston Business Journal назвав HubSpot «найкращим місцем роботи».
У 2015 компанія була названа найкращим місцем роботи серед великих компаній, які працювали в штаті Массачусетс.